# Loser Takes All (Beverly Hills, 90210)
Loser Take All is de negende aflevering van het zevende seizoen van het tienerdrama Beverly Hills, 90210, die voor het eerst werd uitgezonden op 13 november 1996.

## Verhaal
Kelly ligt Brandon in over Valerie en haar abortus en kan het moeilijk geloven. Na een gesprek met Steve worden zijn twijfels wel groter. Hij weet niet hoe hij dit moet aanpakken en praat er met Tracy over, zij zegt hem om met de man te praten en daarop gaat Brandon een gesprek aan met Kenny. Daar hoort Brandon het verhaal en ook dat Kenny haar $ 100.000, - heeft gegeven. Dit maakt hem besluiten om Valerie te confronteren met dit en geeft haar een keuze, of ze geeft het geld terug of ze gaat het huis uit. Ze wil eerst kiezen om te verhuizen maar na een gesprek met Tracy besluit ze het geld terug te geven en blijft in het huis wonen.
Mel blijft zich zorgen maken over David en vraagt Kelly en Donna om op hem te letten, wat ze beloven. Donna gaat met David mee met winkelen en ziet dat hij helemaal doordraait met geld uitgeven en ze schaamt zich dood. Later belt hij midden in de nacht aan bij Donna en vertelt haar dat hij net gezwommen heeft in de zee en vraagt haar mee naar een nieuwe club in de stad. Donna vertelt hem weg te gaan en David zoekt Valerie op om haar mee te vragen. Valerie vertelt hem van haar financiële problemen en hij biedt meteen aan om zich in te laten kopen.
De grote wedstrijd komt eraan met het roeien en de deelnemers maken zich op. Het KEG-huis verliest net op het nippertje en moeten nu het eten klaarmaken voor Dick en zijn team. Later komt Clare bij Steve en vertelt hem dat ze weer bij Steve terug wil komen.
Mark probeert nog steeds Kelly zover te krijgen om mee uit te gaan. Ze blijft hem vragen om het rustig aan te doen.

## Rolverdeling
- Jason Priestley - Brandon Walsh
- Jennie Garth - Kelly Taylor
- Ian Ziering - Steve Sanders
- Brian Austin Green - David Silver
- Tori Spelling - Donna Martin
- Tiffani Thiessen - Valerie Malone
- Joe E. Tata - Nat Bussichio
- Kathleen Robertson - Clare Arnold
- Matthew Laurance - Mel Silver
- Dalton James - Mark Reese
- Jill Novick - Tracy Gaylian
- Joseph Gian - Kenny Bannerman
- Dan Gauthier - Dick Harrison